# Chaco
Chaco（ちゃこ、3月14日 - ）は、日本の女性ケータイ小説家。大阪府出身。血液型はA型。

## 概要
2002年ごろから、暇つぶしに作っていたウェブサイトのブック機能に過去を綴り始めるが、辛くなり消してしまう。しかし、読者の声に背中を押されて再び綴る。その中で、ある読者が出版社に電話し、出版されたのが、『天使がくれたもの』である。口コミで広がって人気になり、その後続編として自身の中学時代を綴る『Line』、『天使が』で登場する友人の中学時代の物語である『太陽と月』、『天使が』での恋人の立場で綴った『君がくれたもの』も出版。累計100万部を突破する人気シリーズになり、映画化も決定した。
2008年現在も、様々な小説を執筆、発表している。

## 商業作品

### 書籍化作品
- 天使がくれたもの（スターツ出版、2005年10月）ISBN 4-88381-038-0
- Line（スターツ出版、2006年2月）ISBN 4-88381-040-2
- 太陽と月（スターツ出版、2006年6月）ISBN 4-88381-041-0
- 君がくれたもの（スターツ出版、2006年8月）ISBN 4-88381-043-7
  - 文庫版（スターツ出版、2009年6月）ISBN 4-88381-508-0
- 空（小学館、2006年11月）ISBN 4-09-386173-0
- ねぇ、まこと。（スターツ出版、2006年12月）ISBN 4-88381-048-8
- みずたま (スターツ出版、2007年6月）ISBN 978-4-88381-055-0
- ひまわり（スターツ出版、2008年6月）ISBN 978-4-88381-078-9
- 3LDKの城（小学館、2008年12月）ISBN 978-4-09386-242-4
- ティアラ（スターツ出版、2009年2月 - 2010年10月）
  1. ISBN 978-4-88381-094-9
  2. ISBN 978-4-88381-127-4

### web連載作品
- 劣化王子（LINEノベル、2016年7月 - 11月）挿絵：嶋ひよとり - サイト閉鎖後は野いちごにて再掲載している

### コミック
- 天使がくれたもの（講談社、2007年7月 - 11月）画：木村文子
  1. ISBN 4-06-372325-9
  2. ISBN 4-06-372385-2
- 空-sora（小学館、2007年9月）画：水谷愛 ISBN 4-09-131398-1